# Caudebec-lès-Elbeuf
 Caudebec-lès-Elbeuf  es una población y comuna francesa, en la región de Alta Normandía, departamento de Sena Marítimo, en el distrito de Rouen y cantón de Caudebec-lès-Elbeuf.

## Demografía
| 9270 | 9595 | 9469 | 8963 | 9902 | 9904 |
| Para los censos de 1962 a 1999 la población legal corresponde a la población sin duplicidades (Fuente: INSEE [Consultar]) |      |      |      |      |      |